# Чатфилд (Охајо)
Чатфилд (енгл. Chatfield) град је у америчкој савезној држави Охајо.

## Демографија
По попису из 2010. године број становника је 189, што је 29 (-13,3%) становника мање него 2000. године.
| Група             | 2000.       | 2010.       |
| Белци             | 212 (97,2%) | 181 (95,8%) |
| Афроамериканци    | 0 (0,0%)    | 0 (0,0%)    |
| Азијати           | 0 (0,0%)    | 0 (0,0%)    |
| Хиспаноамериканци | 6 (2,8%)    | 3 (1,6%)    |
| Укупно            | 218         | 189         |